# Беязыт (башня)

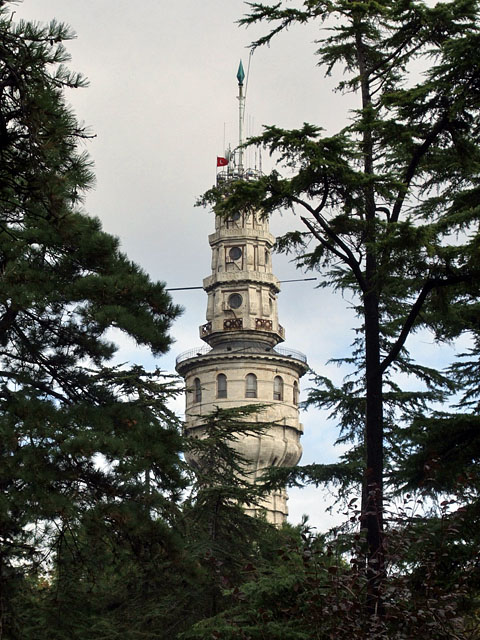
Башня Беязыт

Ба́шня Беязы́т (тур. Beyazıt Kulesi) — башня, расположенная в квартале Беязыт в европейской части Стамбула на территории Стамбульского университета.
Башня высотой 85 метров имеет четыре этажа и 260 деревянных ступенек, причём каждый этаж имеет своё наименование. Построена из редкого белоснежного мрамора в качестве пожарной смотровой вышки в 1828 году по приказу султана Махмуда II архитектором Бальяном.
Башня Беязыт является образцом нео-османской архитектуры. В последний раз башня была отреставрирована в 1997—1999 годах.
Начиная с 1995 года башня каждый вечер освещается огнями разного цвета, что является показателем погоды на завтрашний день.